# Beni Moussa
 (avril 2025).
Motif : Absence de sources secondaires centrées en nombre et qualité suffisants
- Archive Wikiwix
- Bing
- Cairn
- DuckDuckGo
- E. Universalis
- Gallica
- Google
- G. Books
- G. News
- G. Scholar
- Persée
- Qwant
- (zh) Baidu
- (ru) Yandex
- (wd) trouver des œuvres sur Wikidata

| 1. | Préciser le motif de la pose du bandeau. | Précisez le motif de la pose du bandeau en utilisant la syntaxe suivante : {{admissibilité à vérifier\|date=avril 2025\|motif=remplacez ce texte par le motif}}                  |
| 2. | Informer les utilisateurs concernés.     | Pensez à avertir le créateur de l'article, par exemple, en insérant le code ci-dessous sur sa page de discussion : {{subst:avertissement admissibilité à vérifier\|Beni Moussa}} |

Les Beni Moussa (en arabe : بني موسى, Les Fils de Mūsa) sont une tribu arabe marocaine issue de la tribu des Jochemites et ayant leur territoire dans la région de Tadla.

## Origines
Les Beni Moussa serait issues de la tribu des Banu Jaber, elle même issue des Jochem et installé dans la région de Tadla. Leur lignée donné (ascendance du patriarche de la tribu vers d'autres patriarches tribal) est « Moussa ben Jaber ben Jochem ben Muawiya ben Bakr ben Hawazin » même s'il est fort probable qu'elle fût simplifiée.

## Histoire
En 1852, le sultan Moulay Abd ar-Rahman envoie son fils, le khalifa Moulay Mohamed contre les Beni Moussa, ces dernier entrer en état de rébellion en tuant leur gouverneurs, ils seront fortement réprimandés par le fils du sultan[réf. nécessaire].

### Résistance anti-coloniale
En 1907, la tribu Beni Amir et Beni Moussa, voyant arriver les troupes françaises dans la région de la Chaouia, vont s'organiser et prêter main-forte aux résistants chaouia, les Beni Amir vont nommer à la tête de la résistance le Caïd Abd'Allah ben Jaber, qui va diriger environ 600 hommes contre le Général Mangin, cette résistance connaîtra beaucoup de martyrs pour les Tadlaouis, jusqu'à une avance de ces derniers, au Qsar Beni Meskine, où des troupes coloniales se sont réfugiés, les insurgés vont brûler la forteresse avec du bois, de la paille et autres, les troupes françaises arriveront pour certaines à fuir l'incendie. 
En 1910, le Maroc entier est inquiet de l'avancée française de Casablanca jusqu'à Fès, notamment chez les Tadla, cela avait provoqué également l'inquiétude des Ait Atta N'Umalu (littéralement ; "de l'ombre"), branche de la confédération des Ait Atta, et cela va attirer l'attention d'un de leur chef, le Cheikh Muha U Saïd Al-Attaoui, il va d'abord essayer d'être plutôt pacifiste, mais sous l'influence de Maa Al-Aynin, Al-Attaoui va former 2 harka intertribales, l'une formée d'hommes issus des Beni Moussa et une autre de tribus berbères, composant en tout 3 000 hommes, et va essayer d'attirer avec les Smaala et les Zemmour mais en vain. L'inquiétude est grandissante, les 17 octobre de la même année va être formé une nouvelle harka, de plus 400 cavaliers Bani Moussa, 600 de Beni Amir et tout ça supporté par un contingent de Ait Atta, Ait Wirra et d'autres berbères. Mais l'animosité de cette alliance et surtout celle de son chef va finir par chuter et va aboutir à une petite résistance pour cette alliance.

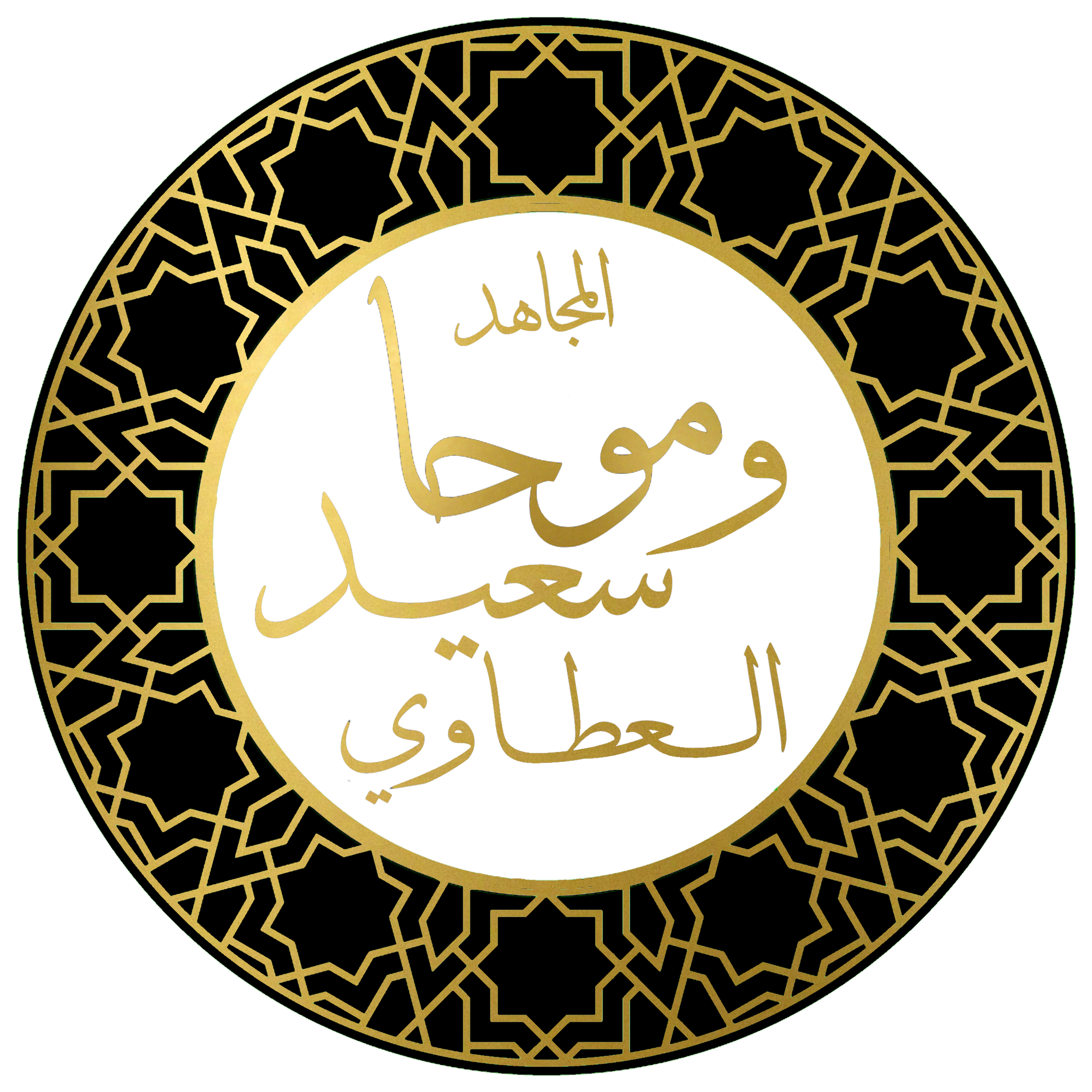
Calligraphie du nom de Moha Ou Saïd Al-Attaoui.

En 1912, Ahmed al-Hiba, chef de la résistance dans le Souss, envoie une lettre aux tribus Beni Amir, Beni Moussa et Ouardigha, dans cette dernière, il les félicite de la victoire contre les Français et d'avoir fait victorieux l'islam, et va les inciter encore plus jihad contre la colonisation.

## Composition tribale
La tribu des Beni Moussa est divisée en 3 grandes fractions, elles mêmes subdivisées par de plus petites fractions : 
- Awlad Arif 
  - Ankad
  - Awlad Zohra
  - Al-'Assara
  - Beni Aoun
  - Awlad Samidah
  - Awlad Zamam
  - Awlad Merah
- Awlad Bou Moussa
  - Awlad Raho
  - Al-Morabitia
  - Awlad Mohamed al-Oued
  - Tarmasset
  - Awlad Mahmoud
  - Awlad Sultan
  - Awlad Aissa
  - Awlad Idriss
  - Awlad Ramich
  - Awlad Baraket
  - Awlad Mubarak
  - Awlad Zaïr
- Awlad Ouhin 
  - Awlad Sabah 
    - Awlad Al-Namah
    - Awlad al-Jaberi
    - Awlad Bouazza
    - Awlad Bou Rahmoun
    - Al-Rouaiyah

  - Beni Ayloul 
    - Awlad Akrin 
      - Awlad Ibrahim 
        - Mbabza
        - Awlad Hamza
        - Awlad al-Nifaoui
        - Awlad Abd al-Nabi
        - Al-Halafah
        - Awlad Slimane
        - Al-Magharir
        - Awlad Ali

  - Awlad Nasser 
    - Awlad Mas'una
    - Awlad Afrej
    - Awlad Qishou
    - Awlad Ayad